# ورم دموي في حاجز الأنف
الوَرَمُ الدَّمَوِيُّ فِي حاجِزِ الأَنْف هي حالة احتقان دموي تؤثر على الحاجز الأنفي. يمكن أن تترافق مع الصدمات.
لأن الجزء الغضروفي للحاجز الأنفي لا يحتوي على إمدادات دم خاصة به ويتلقى جميع العناصر الغذائية والأكسجين من سمحاق الغضروف، فقد يؤدي ورم الدم الحاجز غير المعالج إلى تدمير الحاجز. التصريف الفوري للدماء ضروري في العلاج. الفشل في التعرف على وجود ورم دموي في الحاجز الأنفي، أو علاجه بطرق بديلة، يمكن أن يسبب تشوه الأنف السرجي.

## العلاج
لعلاج الورم الدموي في الحاجز الأنفي لا بد من إحداث شق في التورم وتصريفه لمنع نخر الأوعية الدموية للغضروف الزجاجي في الحاجز، والذي يعتمد على الانتشار من أجل وصول العناصر الغذائية من الغشاء المخاطي للأنف إليه. يمكن سحب التورمات الدموية الصغيرة بإبرة واسعة التجويف. يتم تصريف التورم الدموي الكبير عبر شق مواز لأرضية الأنف. يتم إعطاء المضادات الحيوية واسعة المدى بعد الشق والتصريف لمنع العدوى الموضعية.